# 2777 Shukshin
2777 Shukshin è un asteroide della fascia principale. Scoperto nel 1979, presenta un'orbita caratterizzata da un semiasse maggiore pari a 2,3712937 UA e da un'eccentricità di 0,0901359, inclinata di 4,91518° rispetto all'eclittica.